# Guipos
Guipos (Bayan ng Guipos) är en kommun i Filippinerna. Kommunen ligger på ön Mindanao, och tillhör provinsen Zamboanga del Sur. Folkmängden uppgår till 18 172 invånare.

## Barangayer
Guipos är indelat i 17 barangayer.
| - Bagong Oroquieta - Baguitan - Balongating - Canunan - Dacsol - Dagohoy - Dalapang - Datagan - Guling | - Katipunan - Lintum - Litan - Magting - Poblacion (Guipos) - Regla - Sikatuna - Singclot |